# Zambiya
Zambiya (fl. XIX secolo a.C.) è stato un sovrano amorreo dell'età paleo-babilonese.

## Biografia
Zambiya, scritto in cuneiforme dza-am-bi-ia, rimase in carica negli anni che vanno da circa il 1774 a circa il 1772 a.C., secondo la cronologia bassa o da circa il 1836 a circa il 1834 a.C., secondo la cronologia media, è stato il l'undicesimo re della Prima dinastia di Isin e regnò per tre anni sia in base alla Lista Reale Sumerica, che alla lista dei re di Ur e Isin. Egli deve la sua notorietà per la sconfitta subita per mano di Sin-iqišam, re di Larsa.
Una sola iscrizione è nota per questo re, su frammenti di un cono di fondazione, che recita:
(Zambīia, iscrizione commemorativa per la grande parete di Isin)
Nei nomi degli anni a lui riferiti è riportato, che fece costruire 5 statue d'oro per Inanna e Nanaia.
Una dedica votiva alla dea Nanše a nome di Zambīia è stata ripresa da una scritta e coniata su un dollaro di bronzo.

## Reperti archeologici
1. ↑  Collezione Schøyen, MS 1686
2. ↑  Ur-Isin kinglist, tablet MS 1686 line 18.
3. ↑  A 7557, IM 77073.

## Iscrizioni cuneiformi
1. ↑  a. mu alan ku3-sig17 5-bidinanna u3 dna-na-a-ra mu-ne-dim2 Fonte